# Стохастический осциллятор

Индикатор стохастик

Стохасти́ческий осциллятор (стоха́стик, стоха́стика от англ. stochastic oscillator) — индикатор технического анализа, который показывает положение текущей цены относительно диапазона цен за определенный период в прошлом. Измеряется в процентах.
Согласно толкованию автора индикатора Джорджа Лэйна, основная идея состоит в том, что при тенденции роста цены (возрастающий тренд) цена закрытия очередного таймфрейма имеет тенденцию останавливаться вблизи предыдущих максимумов. При тенденции снижения цены (падающий тренд) цена закрытия очередного таймфрейма имеет тенденцию останавливаться вблизи предыдущих минимумов.
Фактически, индикатор демонстрирует расхождение цены закрытия текущего периода относительно цен предыдущих периодов в рамках заданного временного промежутка.

## Принцип расчёта и построения
Индикатор строится из двух линий:
- {\displaystyle \%K} — быстрый стохастик (сплошная линия, основной график)
- {\displaystyle \%D} — медленный стохастик (пунктирная линия, дополнительно усреднённый график)

Формула расчёта:
{\displaystyle \%K_{t}={\frac {C_{t}-Ln}{Hn-Ln}}\cdot 100,}
где
{\displaystyle C_{t}} — цена закрытия текущего периода
{\displaystyle Ln} — самая низкая цена за последние n периодов
{\displaystyle Hn} — самая высокая цена за последние n периодов
{\displaystyle \%D} является скользящей средней относительно {\displaystyle \%K} с небольшим периодом усреднения. Могут использоваться различные механизмы усреднения (простая средняя, экспоненциальная, сглаженная, взвешенная).

## Торговые сигналы
Наиболее распространённые интерпретации графика стохастического осциллятора:
- Покупать, когда линия графика индикатора (%K или %D) сначала опустится ниже оговоренного уровня (обычно 20 %), а затем поднимется выше него. Продавать, когда линия графика индикатора сначала поднимется выше определённого уровня (обычно 80 %), а потом опустится ниже него.
- Покупать, если линия %K поднимается выше линии %D. Продавать, если линия %K опускается ниже линии %D.
- Выявлять расхождения, например, когда цены образуют ряд новых максимумов, а стохастическому индикатору не удается подняться выше своих предыдущих максимумов, можно ожидать начала тенденции на падение цен, то есть можно продавать.
- Пересечение отметки 80 % при росте индикатора интерпретируется, как сигнал о вероятной остановке роста или даже начале снижения цен. Пересечение отметки 20 % при снижении индикатора интерпретируется, как сигнал о вероятной остановке падения или даже начале роста цен.

## Связь с другими индикаторами
Разность между {\displaystyle \%K_{t}} стохастического осциллятора и {\displaystyle \%R_{t}} (Williams %R) в любой момент {\displaystyle t} равна {\displaystyle 1}:
{\displaystyle \%K_{t}-\%R_{t}={\frac {close_{t}-{\underset {i\in [t-n,t]}{\operatorname {min} }}(low_{i})}{{\underset {i\in [t-n,t]}{\operatorname {max} }}(high_{i})-{\underset {i\in [t-n,t]}{\operatorname {min} }}(low_{i})}}-{\frac {close_{t}-{\underset {i\in [t-n,t]}{\operatorname {max} }}(high_{i})}{{\underset {i\in [t-n,t]}{\operatorname {max} }}(high_{i})-{\underset {i\in [t-n,t]}{\operatorname {min} }}(low_{i})}}=}
{\displaystyle ={\frac {close_{t}-{\underset {i\in [t-n,t]}{\operatorname {min} }}(low_{i})-close_{t}+{\underset {i\in [t-n,t]}{\operatorname {max} }}(high_{i})}{{\underset {i\in [t-n,t]}{\operatorname {max} }}(high_{i})-{\underset {i\in [t-n,t]}{\operatorname {min} }}(low_{i})}}={\frac {{\underset {i\in [t-n,t]}{\operatorname {max} }}(high_{i})-{\underset {i\in [t-n,t]}{\operatorname {min} }}(low_{i})}{{\underset {i\in [t-n,t]}{\operatorname {max} }}(high_{i})-{\underset {i\in [t-n,t]}{\operatorname {min} }}(low_{i})}}=1.}